# Mariano Palacios
Mariano Palacios es un actor mexicano de televisión y modelo, quién se dio a conocer en la telenovela de El color de la pasión en 2014 con el papel de Rodrigo Zúñiga, al lado del productor Roberto Gómez Fernández.

## Carrera artística
Su carrera comienza en el CEA de Televisa, ingresando en el año de 2010 para egresarse en el 2013.
Su debut fue en 2012 con la telenovela de Que bonito amor interpretando a Natalio Molina, al lado de los actores Danna García y Jorge Salinas. Después a finales de ese mismo año participó en varias obras de teatro como lo fueron “Mentiras, el Musical” y “Si Nos Dejan”, ambas escritas y dirigidas por José Manuel López Velarde. En 2013 participa en la serie de 24 casetas con el papel de Bruno.
En 2013 se va a Telemundo para participar en la novela de La impostora, compartiendo créditos con Lisette Morelos, Sebastián Zurita y Christian Bach. Ese mismo año regreso a México para actuar en la novela de El color de la pasión, junto con Esmeralda Pimentel y Erick Elías, dando vida a Rodrigo.
En 2017 se unió al elenco de la producción de Angelli Nesma Me declaro culpable con el papel de Dante compartiendo escenas con Juan Diego Covarrubias, Ramsés Alemán y Ale García.
Después de ese tiempo participó en varias películas como lo fueron “Sacúdete las Penas”, “Motel Acqua”, “Hotel Acqua”, “En las Buenas y en las Malas” y “Una mujer sin filtro” del productor Luis Eduardo Reyes, la cual fue una de las películas más taquilleras del cine mexicano del 2017, para finalmente también al año siguiente (2019) participar en “Dos Veces Tu” y protagonizar la cinta de terror  “El Vestido de la Novia” en 2020.

## Filmografía

### Televisión
- Me declaro culpable (2017-2018) ... Dante
- El color de la pasión (2014) ... Rodrigo Zúñiga Roldán[3]
- La impostora (2013-2014) ... Diego Echeverría
- 24 Casetas (2013) ... Bruno
- Qué bonito amor (2012) ... Natalio Molina

### Teatro
- Casi Normales (2019)
- Hoy no me puedo levantar (2017)[4]
- Mentiras, el musical (2013)
- Si Nos Dejan (2012)
- Las locas de París (2011)

### Cine
- El vestido de la novia (2020) ... Prometido de Sara
- Dos veces tú (2019) ... Rodrigo
- La visita (2018) ... Enrique
- Una mujer sin filtro (2018) ... Marcos
- Prima (2017) ... Rodrigo Reyes
- Sacúdete las Penas (2016) ...  /